# Nebraska State Historical Society

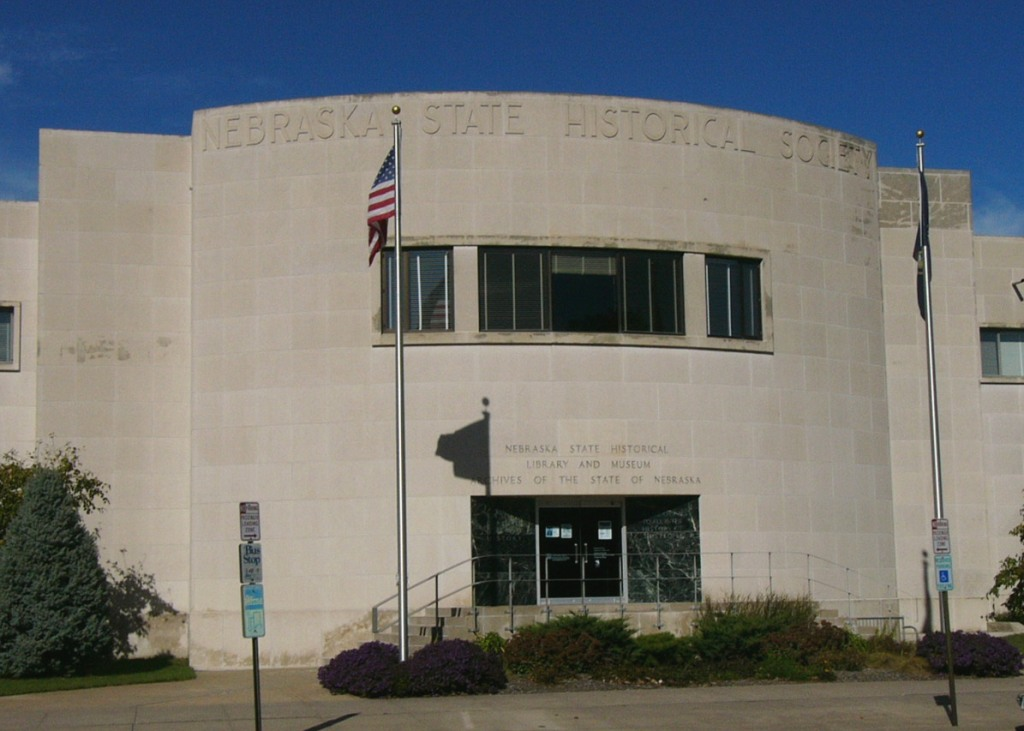
Siedziba agencji stanowej Nebraska State Historical Society

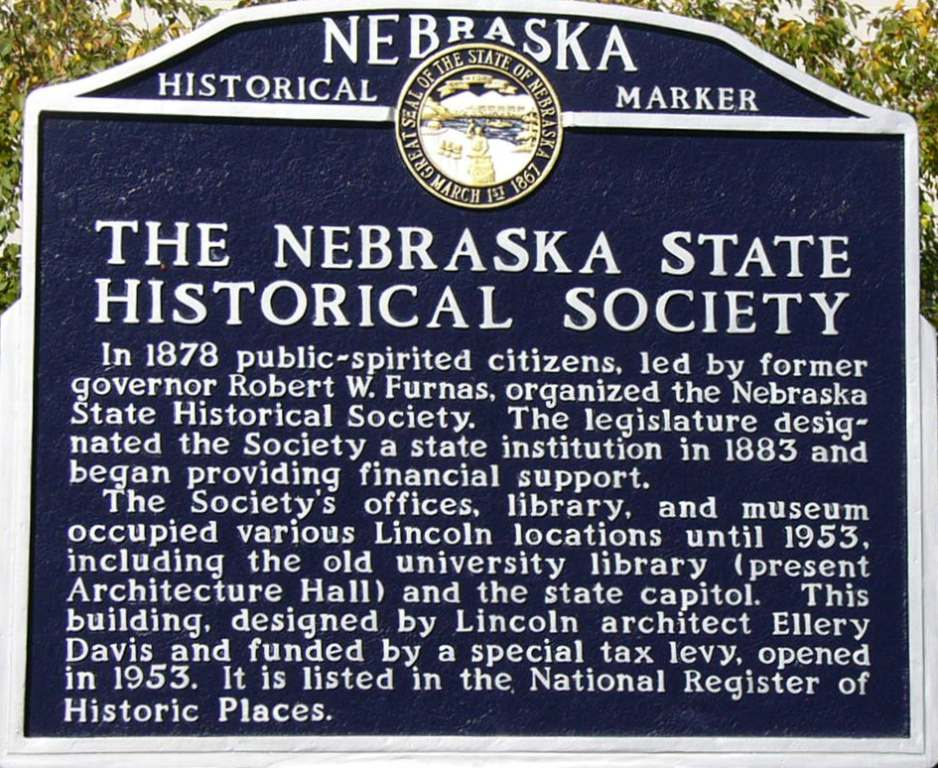
Tablica na zewnątrz budynku Nebraska State Historical Society building upamiętniająca powstanie jeszcze w XIX wieku tej obecnej agencji stanowej

Nebraska State Historical Society – agencja stanowa amerykańskiego stanu Nebraska, pierwotnie utworzona jako prywatne towarzystwo w 1878 w celu "wspomagania prac badawczych w zakresie historii, szerzenia wiedzy o historii ...obejmując zarówno historię tubylczą jak i nową. (ang.: "encourage historical research and inquiry, spread historical information ... and to embrace alike aboriginal and modern history.") Przemianowana na instytucję stanową w 1883, stosunkowo niedawno została przyznana status pełnej agencji stanowej, w 1994.
Przewodnim celem agencji, według jej oficjalnego aktu powołania (ang. mission statement) jest: "zbieranie, konserwacja, zachowanie i udostępnienie wszystkim osobom nasze wspólne historie" (ang. "[to] collect, preserve, and open to all, the histories we share.").

## Obiekty w utrzymaniu agencji
- Gmach siedziby głównej, Biblioteka i Archiwum – na kampusie University of Nebraska w Lincoln
- Chimney Rock National Historic Site – blisko Bayard
- Fort Robinson Museum – w Crawford
- Miejsce urodzenia prezydenta Geralda R. Forda i ogrody – w Omaha
- John G. Neihardt State Historic Site – w Bancroft
- Museum of Nebraska History – w Lincoln
- Neligh Mill State Historic Site – w Neligh
- Senator George Norris State Historic Site – w McCook
- Thomas P. Kennard House, Nebraska Statehood Memorial – w Lincoln
- Willa Cather State Historic Site – w Red Cloud